# Метро (фильм, 2003)
«Метро́» (англ. Tube, кор. 튜브) — южнокорейский художественный фильм режиссёра Пэк Унхака в жанре боевик и драма.

## Сюжет
Не знающий, что такое сдаваться вечно грустный и задумчивый сотрудник корейской полиции Джей по прозвищу «Крепкий орешек» (Ким Сокхун) идёт по горячим следам террориста Джея Ти, в прошлом в перестрелке убившего его девушку.
Вмешавшись в операцию по поимке Джея, устроившего очередную перестрелку на парковке, с которым у него личные счёты, срывает его поимку (но ему удаётся выстрелить в напарника террориста), чем провоцирует на себя гнев сослуживцев полиции, его спрашивают, зачем он вмешался, ударяют в лицо, но он даёт отпор, и говорит, что сам не знает, зачем, и берёт сигарету, не закуривая её.
Джей подозревает, что Джей Ти помышляет устроить заворуху в метро и захватить поезд, но начальство не прислушивается к его словам.